# Henriette Danneskiold-Samsøe
Henriette Danneskiold-Samsøe (født 12. august 1776, død 28. juli 1843) var enke efter lensgreve på Gisselfeld slot, Christian Conrad Sophus Danneskiold-Samsøe, og grundlægger af Holmegaard Glasværk efter hans idé.
Danneskiold-Samsøe fik som barn og pige en for tiden ualmindelig alsidig uddannelse gennem hjemmeundervisning af læreren Peder Deichmann, som var stærkt inspireret af Rousseau og oplysningstidens tanker om det frie barn. Danneskiold-Samsøe opretholdt forbindelsen med læreren til dennes død via en omfattende brevveksling, som er bevaret til i dag.
 